# سوخو-گلف‌استریم اس-۲۱
سوخو-گلف‌استریم اس-۲۱ (انگلیسی: Sukhoi-Gulfstream S-21) یک برنامه امریکایی-روسی برای طراحی جت تجاری مافوق صوت بود. در اوایل ۱۹۹۰ میلادی، گلف‌استریم ایروسپیس و دفتر طراحی سوخو مستقر در مسکو تلاش مشترک به منظور توسعه یک جت تجاری مافوق صوت کوچک، با کد شناسائی اس-۲۱ را آغاز کردند. با توجه به نامعلوم بودن تقاضای بازار تجاری و مسافرتی مافوق صوت، این برنامه با دلسردی و تأخیر دنبال می‌شد. سرانجام گلف استریم مشارکت خود در این پروژه را منقضی کرد، اگر چه سوخو کار بر روی اس-۲۱ را ادامه داد. اس-۲۱ قادر به پایداری سرعت کروز در ۲+ ماخ بوده تحقیق و پژوهش بسیاری برای مدیریت و بررسی مشکلات اثر فراصوتی مرتبط با سرعت نزدیک ماخ ۱ انجام شد.

## مشخصات (اس-۲۱)

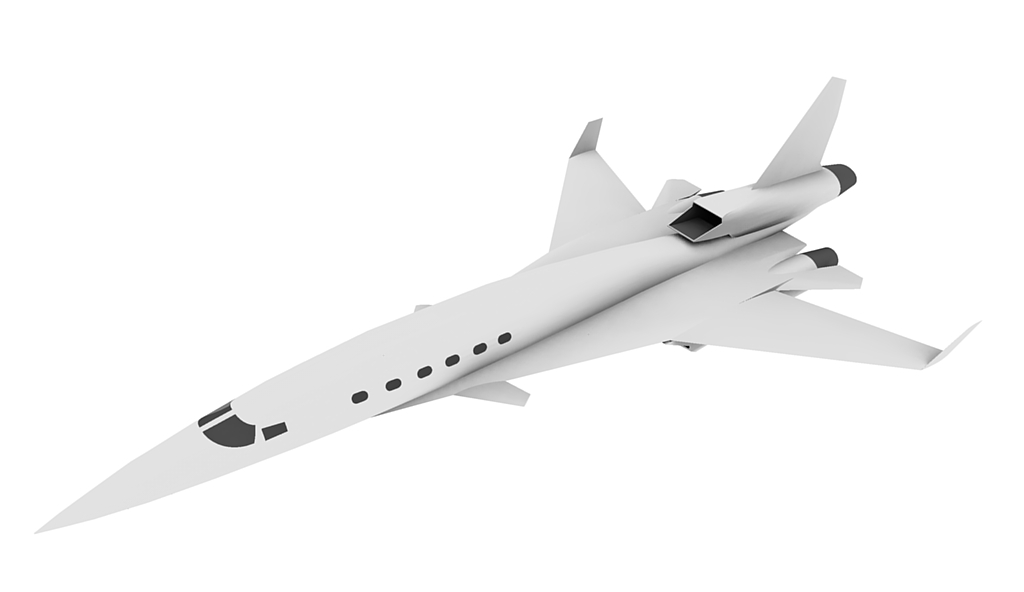
مدل سه بعدی اس-۲۱

### مشخصات کلی
- خدمه:۲نفر
- ظرفیت مسافر:۶ تا ۱۰ نفر
- طول: ۳۷٫۸۶ متر
- پهنای دوسر بال : ۱۹٫۹۳ متر
- زاویه پیچش بال : ۳۲درجه (برگشت)۶۸ درجه (زاویه تمایل)
- ارتفاع: ۸٫۲۶ متر
- وزن خالی: ۲۴٫۵۷۰ کیلوگرم
- بار مفید : ۹۰۷ کیلوگرم
- حداکثر وزن برخاست : ۲۱٫۸۰۰ کیلوگرم
- سوخت : ۲۶٬۵۱۹ کیلوگرم
- پیشرانه: ۳ موتور از نوع Aviadvigatel D-۲۱A۱ توربوفن -۷۳٫۵۵ کیلونیوتن فشار هر عدد

### عملکرد
- حداکثر سرعت: ۲٬۳۸۶ کیلومتر بر ساعت (۱۴۸۳ مایل بر ساعت)
- سرعت کروز : ۲٬۳۸۶ کیلومتر بر ساعت (۱۴۸۳ مایل بر ساعت)
- محدوده عملکرد:۷٬۴۰۳ کیلومتر (۴٬۶۰۰ مایل)
- محدوده عملکرد با ماخ ۱٫۴ : ۴٬۳۶۸ کیلومتر
- محدوده عملکرد با ماخ ۰/۹۵ : ۷٬۴۰۳ کیلومتر
- سقف پرواز: ۱۹٫۴۷۷ متر (۶۳٫۹۰۰ فوت)
- نسبت رانش به وزن: ۰/۴۳(چهل و سه صدم)